# 脫氧腺苷三磷酸
去氧腺苷三磷酸（Deoxyadenosine triphosphate，dATP）是一種去氧核苷酸三磷酸（dNTP），結構與腺苷三磷酸（ATP）相似，但少了一個位於五碳醣2號碳上的-OH基，取而代之的是單獨的氫原子。若移去接在五碳糖3號碳上的氧原子，則會產生ddATP。此外，dATP是DNA聚合酶在DNA複製過程中，用來合成DNA長鏈的原料之一。

## 核糖核苷酸
| 單磷酸腺苷 AMP | 二磷酸腺苷 ADP | 三磷酸腺苷 ATP |
| 單磷酸鳥苷 GMP | 二磷酸鳥苷 GDP | 三磷酸鳥苷 GTP |
| 單磷酸胸苷 TMP | 二磷酸胸苷 TDP | 三磷酸胸苷 TTP |
| 单磷酸尿苷 UMP | 二磷酸尿苷 UDP | 三磷酸尿苷 UTP |
| 單磷酸胞苷 CMP | 二磷酸胞苷 CDP | 三磷酸胞苷 CTP |

## 脫氧核糖核苷酸
| 單磷酸脫氧腺苷 dAMP | 二磷酸脫氧腺苷 dADP | 三磷酸脫氧腺苷 dATP |
| 單磷酸脫氧鳥苷 dGMP | 二磷酸脫氧鳥苷 dGDP | 三磷酸脫氧鳥苷 dGTP |
| 單磷酸脱氧胸苷 dTMP | 二磷酸脱氧胸苷 dTDP | 三磷酸脱氧胸苷 dTTP |
| 單磷酸脫氧尿苷 dUMP | 二磷酸脫氧尿苷 dUDP | 三磷酸脫氧尿苷 dUTP |
| 單磷酸脫氧胞苷 dCMP | 二磷酸脫氧胞苷 dCDP | 三磷酸脫氧胞苷 dCTP |